# Seznam rozhleden v Česku
Rozhledny se v Česku staly populární převážně na konci 19. století v souvislosti s rozvojem turistiky. Výrazně přispěl také Klub českých turistů, který sám mnoho rozhleden vybudoval. Celkem jich bylo postaveno něco kolem 400, avšak do současnosti se dochovalo kolem 200.

## Seznam podle krajů
- Seznam rozhleden v Praze
- Seznam rozhleden ve Středočeském kraji
- Seznam rozhleden v Jihočeském kraji
- Seznam rozhleden v Plzeňském kraji
- Seznam rozhleden v Karlovarském kraji
- Seznam rozhleden v Ústeckém kraji
- Seznam rozhleden v Libereckém kraji
- Seznam rozhleden v Královéhradeckém kraji
- Seznam rozhleden v Pardubickém kraji
- Seznam rozhleden v Kraji Vysočina
- Seznam rozhleden v Jihomoravském kraji
- Seznam rozhleden v Olomouckém kraji
- Seznam rozhleden v Moravskoslezském kraji
- Seznam rozhleden ve Zlínském kraji

## Abecední seznam
Zde je seznam rozhleden v Česku (neúplný):

### A
- Aberg (okres Karlovy Vary)
- Akátová věž (okres Brno-venkov)
- Alexandrova rozhledna (okres Blansko)
- Andrlův chlum (okres Ústí nad Orlicí)
- Anička (rozhledna) v Jiřicích (okres Znojmo)
- Anna (rozhledna) – Anenský vrch, (okres Rychnov nad Kněžnou)

### B
- Babí lom (rozhledna) (okres Blansko)
- Babylon (rozhledna, okres Třebíč) (okres Třebíč)
- Babylon (rozhledna, okres Blansko) (okres Blansko)
- Bára (rozhledna) (okres Chrudim)
- Barborka (rozhledna) (okres Pardubice)
- Barrandovské terasy (Praha)
- Bezručova vyhlídka u Kopřivnice (okres Nový Jičín)
- Bezručova vyhlídka (okres Opava)
- Rozhledna Háj u Aše na vrcholu Háj (757 m) u Aše (okres Cheb)
- Bismarckova rozhledna na Zelené hoře (641 m) u Chebu (okres Cheb)
- Bílá hora (okres Nový Jičín)
- Bílov (rozhledna) (okres Nový Jičín)
- Biskupská kupa (rozhledna) (okres Jeseník)
- Blahutovice (okres Nový Jičín)
- Blatenský vrch (okres Karlovy Vary)
- Bohdalice (rozhledna) (okres Vyškov)
- Bohdanka (okres Kutná Hora)
- Bohušův (Sibeniční) vrch v Plané (okres Tachov)
- Boiika v Českých Lhoticích (okres Chrudim)
- Bolfánek (Chudenice, okres Klatovy)
- Borůvka (okres Chrudim)
- Borůvková hora (rozhledna) u Javorníku (okres Jeseník)
- Boskovická radnice
- Boubín (rozhledna) (Šumava)
- Bramberk (Jizerské hory)
- Brdo v Chřibech (okres Kroměříž)
- Březina (rozhledna) u Žandova (okres Kutná Hora)
- Březinka (rozhledna) u Bernartic (okres Tachov)
- Bučina (rozhledna) u Lázní Kyselka (okres Karlovy Vary)
- Bukovanský mlýn (okres Hodonín)
- Burianova rozhledna, také zvané Milenka (okres Blansko)
- Búřov (okres Vsetín)

### C
- Cvilín (rozhledna) (okres Bruntál)
- Cibulka (rozhledna) (okres Sokolov)
- Cibulka (vyhlídková věž) (Praha 5-Košíře)
- Císařský kámen (rozhledna) (okres Liberec)

### Č
- Rozhledna na vrchu Čáp (okres Náchod)
- Čebínka na kopci Čebínka u Kuřimi (okres Brno-venkov)
- Čechy pod Kosířem (rozhledna) v zámeckém parku (okres Prostějov)
- Čermákův vrch (rozhledna) u Krátošic (okres Tábor)
- Černá studnice (Jizerské hory, okres Jablonec nad Nisou)
- Červený vrch (Stříbrník) (rozhledna) u Loun (okres Louny)
- Čestice (rozhledna) u Volyně (okres Strakonice)
- Čížovka (rozhledna) (okres Mladá Boleslav)
- Čubův kopec (rozhledna) (okres Vsetín)

### D
- Dalibor (rozhledna) (okres Břeclav)
- Děčínský Sněžník (Děčínská vrchovina, okres Děčín)
- Děd u Berouna, (okres Beroun)
- Diana (Karlovy Vary)
- Jiráskova chata v Dobrošově u Náchoda, (okres Náchod)
- Dobře ukrytá rozhledna Járy Cimrmana v Březové nad Svitavou (okres Svitavy)
- Doubrava (rozhledna) (okres Zlín)
- Doubravská hora (České středohoří, okres Teplice)
- Rozhledna Doubí u Vážan (okres Uherské Hradiště)
- Drahoušek (rozhledna) u Osečan (okres Příbram)
- Drahy (rozhledna) u Javorníku(okres Hodonín)
- Dubecko (rozhledna) u Mírové pod Kozákovem (okres Semily)
- Dubice (okres Ústí nad Labem)
- Dymník (Šluknovská pahorkatina, okres Děčín)

### E
- Erbenova vyhlídka, Ústí nad Labem

### F
- Floriánka u Polešovic, Uherské Hradiště

### H
- Háj u Šumperka (okres Šumperk)
- Halaška (okres Opava)
- Hamelika (rozhledna) u Mariánských Lázní (okres Cheb
- Hard (rozhledna) v Sokolově, (okres Sokolov)
- Hatě (rozhledna) (okres Znojmo)
- Havlova hora (rozhledna) (okres Jindřichův Hradec)
- Havran (rozhledna) (okres Tachov)
- Heřmanice (rozhledna) (okres Liberec)
- Heřmanova Huť (rozhledna) (okres Plzeň-sever)
- Vodárna na Hladnově (okres Ostrava-město)
- Hlavatice (rozhledna) u Turnova (okres Semily)
- Hnědý vrch u Pece pod Sněžkou (okres Trutnov)
- Hněvín (rozhledna) u Mostu, (okres Most)
- Horní les (rozhledna) u nádrže Vír (okres Žďár nad Sázavou)
- Hořický chlum (rozhledna) v Hořicích, (okres Jičín)
- Hořidla (rozhledna) u Chotiněvse, (okres Litoměřice)
- Hoslovice (rozhledna) u Volyně, (okres Strakonice)
- Hostýn (rozhledna) (okres Kroměříž)
- Hráběcí (okres Uherské Hradiště)
- Hrádek (rozhledna) (okres Děčín)
- Hraniční vrch (rozhledna) u Města Albrechtic (okres Bruntál)
- Hustopeče (rozhledna) u Hustopečí (okres Břeclav)
- Hýlačka (okres Tábor)

### Ch
- Chlístovice (rozhledna), část Žandov (okres Kutná Hora)
- Chlum (Všestary) (okres Hradec Králové)
- Chlum u Chanovic (okres Klatovy)
- Chlum (rozhledna) (okres Plzeň-město)
- Chocholík (rozhledna) (okres Vyškov)
- Chmelový maják v Žatci (okres Louny)
- Churáňov (rozhledna) (okres Prachatice)

### J
- Jahůdka (rozhledna) u Luže (okres Chrudim)
- Jarcová (rozhledna) (okres Vsetín)
- Javorník u Kašperských Hor (okres Prachatice)
- Jedlová (Lužické hory – okres Děčín)
- Jeřabina u Litvínova (okres Most)
- Ještěd (okres Liberec)
- Jezerní slať u Kvildy (okres Prachatice)
- rozhledna Johanka Hýsly u Kyjova (okres Hodonín)
- Jurkovičova rozhledna (okres Vsetín)

### K
- Panorama, Kabátice (Frýdek-Místek)
- Karasín (rozhledna) (okres Žďár nad Sázavou)
- Kbíl (okres Strakonice)
- Kelčský Javorník (okres Kroměříž)
- Kladruby nad Labem (okres Pardubice)
- Klatovská hůrka (okres Klatovy)
- Kleť (rozhledna) (okres Český Krumlov)
- Klínovec (rozhledna) (okres Karlovy Vary)
- Klostermannova rozhledna (Javorník (Šumava), okres Prachatice)
- Klucanina u Tišnova (okres Brno-venkov)
- Knížecí stolec (rozhledna) (okres Český Krumlov)
- Kohout (České středohoří) (České středohoří, okres Děčín) – rozhledna císaře Františka Josefa I.
- Komáří vížka u Krupky (okres Teplice)
- Kopanina (Ještědsko-kozákovský hřbet) (okres Jablonec nad Nisou)
- Rozhledna Koráb (okres Domažlice)
- Kostelní Hlavno (rozhledna) (okres Praha-východ)
- Kotel u Rokycan (okres Rokycany)
- Kovářka (okres Tábor)
- Kozákov (Ještědsko-kozákovský hřbet, okres Semily)
- Kozinec (rozhledna) (okres Jičín)
- Kozlovský kopec (okres Ústí nad Orlicí)
- Kožová hora (okres Kladno)
- Kozubová (okres Frýdek-Místek)
- Kratochvílova rozhledna (Roudnice nad Labem, okres Litoměřice)
- Králov (okres Uherské Hradiště)
- Královec (rozhledna) (okres Zlín)
- Královka (okres Jablonec nad Nisou)
- Krásenský vrch (okres Sokolov)
- Krásný Dvůr (rozhledna) u Podbořan (okres Louny)
- Kraví hora (okres Břeclav) u Bořetic (okres Břeclav)
- Kraví hora (Novohradské hory, rozhledna) (okres České Budějovice)
- Krkavec (okres Plzeň-sever)
- Krudum (rozhledna) (okres Sokolov)
- Kryry (rozhledna) (okres Louny)
- Křemešník (okres Pelhřimov)
- Křížová hora (rozhledna) (okres Ústí nad Orlicí)
- Kukla (rozhledna) (okres Brno-venkov)
- Kunovická hůrka (okres Vsetín)
- Rozhledna Kuníček, (Petrovice (okres Příbram))
- Rozhledna na Kupě u Jestřebic (okres Písek)
- Kurzova rozhledna (Čerchov 1042 m, Český les)

### L
- Ládví (rozhledna) (okres Praha-východ)
- Landek (rozhledna) (okres Ostrava-město)
- Lázek (rozhledna) (okres Ústí nad Orlicí)
- Lhotka u Hradčovic (okres Uherské Hradiště)
- Lhotka u Berouna (okres Beroun)
- Libín (Šumavské podhůří) (okres Prachatice)
- Libníkovice (rozhledna) (okres Hradec Králové)
- Lidové sady v Liberci (okres Liberec)
- Líský (rozhledna) (okres Kladno)

### M
- Mackova hora (okres Rakovník)
- Maják Járy Cimrmana (Příchovice u Kořenova, okres Jablonec nad Nisou)
- Malý Chlum (Krhov, okres Blansko)
- Mandava – Středočeská pahorkatina (Sulice, okres Praha-východ)
- Maruška (rozhledna) (okres Vsetín)
- Mařský vrch (Svatá Máří, okres Prachatice)
- Masarykova věž samostatnosti (Hořice, okres Jičín)
- Městská hora (Beroun, okres Beroun)
- Milada – Lichnice (Podhradí v Železných horách, okres Chrudim)
- Milešovka – České středohoří (Milešov u Lovosic, okres Litoměřice)
- Milohlídka (okres Jičín)
- Miloňová (okres Vsetín)
- Minaret – Lednicko-valtický areál (Lednice, okres Břeclav)
- Modrá (rozhledna) (okres Uherské Hradiště)
- Mostka – České středohoří (Litoměřice, okres Litoměřice)

### N
- Na čihadle (rozhledna) (okres Liberec)
- Na Horách (Dolnooharská tabule) u Rohatců (okres Litoměřice)
- Na Pepři poblíž Jílového (okres Praha-západ)
- Na Podluží (okres Hodonín)
- Na Skalce (rozhledna) u Bojkovic (okres Uherské Hradiště)
- Na Strážné u Hostišové (okres Zlín)
- Na skále (rozhledna) u Železného Újezda (okres Plzeň-jih)
- Na Valích u Stradonic (okres Louny)
- Na Vrších u Břas (okres Rokycany)
- Nad Prosečí (okres Jablonec nad Nisou)
- Nad Vojanskú (okres Uherské Hradiště)
- Nedánov u Boleradic (okres Břeclav)
- Neštětická hora (okres Benešov)
- Nisanka (okres Jablonec nad Nisou)
- Nová radnice (Ostrava)
- Nová Ves (okres Bruntál)

### O
- Obora (Praha, Zoologická zahrada)
- Obecnice (rozhledna) (okres Uherské Hradiště)
- Ocmanice (rozhledna) (okres Třebíč)
- Okrouhlá (rozhledna) (okres Frýdek-Místek)
- Olešnice (rozhledna) (okres Blansko)
- Olověný vrch (okres Sokolov)
- Olšová (také známá jako Pohořská rozhledna) (okres Nový Jičín)
- Onen svět – Langova rozhledna (Kovářov (okres Písek))
- Orlov (rozhledna) (okres Příbram)
- Osičina (okres Rychnov nad Kněžnou)
- Oslednice (rozhledna) (okres Jihlava)
- Ostrá horka (Soběšice, okres Brno-město)

### P
- Pancíř (okres Klatovy)
- Panorama na Černé hoře, (Krkonoše, okres Trutnov)
- Panská rozhledna (okres Cheb)
- Pastýřka (okres Svitavy)
- Pastýřská stěna (okres Děčín)
- Petřín (rozhledna) (okres Jablonec nad Nisou)
- Petřínská rozhledna (Praha)
- Pětnice (okres Strakonice)
- Plešivec (rozhledna) (okres Karlovy Vary)
- Podvrší (okres Blansko)
- Poledník (okres Klatovy)
- Praděd (Hrubý Jeseník, okres Bruntál a okres Šumperk)
- Prašivá (Moravskoslezské Beskydy), Malá Prašivá (okres Frýdek-Místek)
- Přáslavice (rozhledna) (okres Olomouc)
- Přítlucká hora (Maják) (okres Břeclav)

### R
- Radejčín (rozhledna) (okres Litoměřice)
- Radošov u Veselí nad Moravou (okres Hodonín)
- Rozhledna Alfonse Muchy u Ivančic (okres Brno-venkov)
- Rosička (rozhledna) (okres Žďár nad Sázavou)
- Romanka (Hrubý Jeseník, okres Nymburk)
- Rovnina (Mařatice) (okres Uherské Hradiště)
- Rozálka (Podorlická pahorkatina) (Tyršova rozhledna Kapelský vrch 468 m, Žamberk okres Ústí nad Orlicí)
- Rtyně v Podkrkonoší (rozhledna) (okres Trutnov)
- Rubačka (okres Žďár nad Sázavou)
- Rumburak (rozhledna) (okres Znojmo)
- Ruprechtický Špičák (Javoří hory, okres Náchod)
- Rýzmberk (okres Domažlice)

### S
- Salingburg u Františkových Lázní (okres Cheb)
- Sedlo u Sušice (okres Klatovy)
- Semenec (okres České Budějovice)
- Semněvice (rozhledna) (okres Domažlice)
- Skuhrov nad Bělou (rozhledna) (okres Rychnov nad Kněžnou)
- Siegmundova výšina (okres Liberec)
- Skalka (rozhledna) u (Vyžlovky, okres Praha-východ)
- Skřivánčí vrch u Málkova (okres Chomutov)
- Slabošovka (okres Český Krumlov)
- Slavětínská rozhledna (okres Trutnov)
- Slavín (zámek) v Tupadlech (okres Mělník)
- Slovanka (Jizerské hory, okres Jablonec nad Nisou)
- Sloup v Čechách (rozhledna) (okres Česká Lípa)
- Slunečná (rozhledna) (okres Břeclav)
- Smrk (Jizerské hory, okres Liberec)
- Sokolí vrch (okres Děčín)
- Soumarské rašeliniště (okres Prachatice)
- Spešov (rozhledna) (okres Blansko)
- Stezka korunami stromů (rozhledna) (okres Český Krumlov)
- Strážiště (rozhledna) u Úvalna, rozhledna Hanse Kudlicha (okres Bruntál)
- Strážnice (rozhledna) u Liptaně (okres Bruntál)
- Strážný vrch (rozhledna) (okres Svitavy)
- Strážný vrch (České středohoří) u Merboltic (České středohoří, okres Děčín)
- Strupčice (rozhledna) (okres Chomutov)
- Střekovská vyhlídka (okres Ústí nad Labem)
- Stříbrník (rozhledna) (okres Louny)
- Studenec u České Kamenice (okres Děčín)
- Studený vrch (okres Příbram)
- Svatá Markéta u Dlažova (okres Klatovy)
- Svatobor (u Sušice, okres Klatovy)
- Svatý Kopeček (rozhledna), rozhledna v Zoo Svatý Kopeček (okres Olomouc)
- Suchý vrch (okres Ústí nad Orlicí)
- Súkenická (okres Vsetín)
- Rozhledna Sylván v Plzni (okres Plzeň-město)

### Š
- Šance (rozhledna) u Jakubčovic (okres Opava)
- Šibeniční vrch (rozhledna) u Horšovského Týna, (okres Domažlice)
- Šibeník (Trutnov) (okres Trutnov)
- Šťastná věž (okres Plzeň-jih)
- Štěpánka (Krkonoše, kopec Hvězda, okres Jablonec nad Nisou)
- Štátula (Předina) (okres Prostějov)

### T
- Tábor (okres Semily) – Tichánkova rozhledna
- Tanečnice (Šluknovská pahorkatina, okres Děčín)
- Těchanovická vyhlídka (okres Opava)
- Terezka (rozhledna) u Proseče (okres Chrudim)
- Tetřev (rozhledna) u Horní Lomné (okres Frýdek-Místek)
- Tisovský vrch (okres Karlovy Vary)
- Tobiášův vrch (okres Rakovník)
- Toulovcova rozhledna (okres Svitavy)
- Travičná (rozhledna) u Tvarožné Lhoty (okres Hodonín)
- Trúba (rozhledna) ve Štramberku (okres Nový Jičín)
- Třemšín (okres Příbram)
- Třenická hora (rozhledna) u Cerhovic (okres Beroun)

### U
- U borovice (rozhledna) (okres Semily)
- U Křížku (okres Břeclav)
- U Křížku (Suchá Loz) (okres Uherské Hradiště)
- U Obrázku (okres Břeclav)
- U Trojice (okres Uherské Hradiště)

### Ú
- Útvina u Toužimi (okres Karlovy Vary)

### V
- Val u Králíků (okres Ústí nad Orlicí)
- Varhošť (České středohoří, okres Litoměřice)
- Vartovna (okres Vsetín)
- Rozhledna Velká Buková (okres Rakovník)
- Velká Čantoryje (rozhledna) (okres Frýdek-Místek)
- Velká Deštná (okres Rychnov nad Kněžnou)
- Velký Blaník (okres Vlašim)
- Velký Chlum (okres Děčín)
- Velký Javorník (rozhledna) (okres Nový Jičín)
- Velký Kamík u Písku (okres Písek)
- Velký Kosíř (okres Prostějov)
- Velký Lopeník (okres Uherské Hradiště)
- Velký Roudný (rozhledna) (okres Bruntál)
- Velký Zvon (Český les, okres Domažlice) – mohutná vojenská rozhledna
- Veselý kopec (Benešovská pahorkatina) (okres Příbram)
- Veselov u Družce (okres Kladno)
- Veselí (okres Nový Jičín)
- Vinice (rozhledna), rozhledna v Úvalech (okres Praha-východ)
- Vitčice (rozhledna), rozhledna ve Vitčicích u Němčic nad Hanou (okres Prostějov)
- Vladimíra Menšíka (rozhledna) (okres Brno-venkov)
- Vlčí hora (Šluknovská pahorkatina, okres Děčín)
- Vlčí hora (Krušné hory, okres Teplice)
- Vochlice (okres Louny)
- Vojtěchov (rozhledna) (okres Chrudim)
- Vrátenská hora (okres Mělník)
- Vrbice (okres Rychnov nad Kněžnou)
- Vyhlídka, též nazývaná Ježník (okres Bruntál)
- Vyhlídka (rozhledna) u Borových Lad (okres Prachatice)
- Vyhlídka Karla IV. (rozhledna) (okres Karlovy Vary)
- Vysoká (okres Kutná Hora)
- Vysoký Kamýk (okres České Budějovice)

### Z
- Zámecký vrch u České Kamenice (okres Děčín)
- Zámecký vrch u Trutnova (Okres Trutnov)
- Zámeček u Františkových Lázní (okres Cheb)
- Zdenička (okres Kroměříž)
- Zelenkův kopec (okres Blansko)
- Zlatá vyhlídka (okres Trutnov)
- Zlatý chlum (okres Jeseník)
- Zuberský vrch u Trhové Kamenice (okres Chrudim)
- Zvonička (rozhledna) u Otmíče (okres Beroun)

### Ž
- Žaltman (Jestřebí hory, okres Trutnov)
- Žalý (Krkonoše, okres Trutnov)
- Žižkovský vysílač (Praha)